# Municipio de Spearville
El municipio de Spearville (en inglés: Spearville Township) es un municipio ubicado en el condado de Ford en el estado estadounidense de Kansas. En el año 2010 tenía una población de 1104 habitantes y una densidad poblacional de 2,3 personas por km².

## Geografía
El municipio de Spearville se encuentra ubicado en las coordenadas 37°47′56″N 99°46′19″O / 37.79889, -99.77194. Según la Oficina del Censo de los Estados Unidos, el municipio tiene una superficie total de 479 km², de la cual 478,84 km² corresponden a tierra firme y (0,03 %) 0,15 km² es agua.

## Demografía
Según el censo de 2010, había 1104 personas residiendo en el municipio de Spearville. La densidad de población era de 2,3 hab./km². De los 1104 habitantes, el municipio de Spearville estaba compuesto por el 95,02 % blancos, el 0,27 % eran afroamericanos, el 0,45 % eran amerindios, el 0,09 % eran asiáticos, el 3,44 % eran de otras razas y el 0,72 % eran de una mezcla de razas. Del total de la población el 8,24 % eran hispanos o latinos de cualquier raza.